# Turniej o Koronę Bolesława Chrobrego – Pierwszego Króla Polski 2013
Turniej o Koronę Bolesława Chrobrego – Pierwszego Króla Polski 2013 – VI turniej żużlowy „O Koronę Bolesława Chrobrego – Pierwszego Króla Polski”, w którym zwyciężył Duńczyk Nicki Pedersen.

## Wyniki
- Gniezno, 28 września 2013
- Sędzia: Piotr Lis

| Msc. | Zawodnik             | Państwo                | Pkt    |             |  |
| ---- | -------------------- | ---------------------- | ------ | ----------- |  |
| 1    | Nicki Pedersen       | Stal Rzeszów           | 13 +3  | (2,2,3,3,3) |  |
| 2    | Sebastian Ułamek     | Start Gniezno          | 12 +2  | (3,3,3,3,d) |  |
| 3    | Rafał Okoniewski     | Stal Rzeszów           | 9 +3+1 | (2,2,1,1,3) |  |
| 4    | Antonio Lindbäck     | Start Gniezno          | 9 +2+0 | (2,0,2,2,3) |  |
| 5    | Adrian Miedziński    | Unibax Toruń           | 10 +1  | (3,3,1,3,d) |  |
| 6    | Maksims Bogdanovs    | SK Lokomotīve Dyneburg | 9 +0   | (1,1,3,2,2) |  |
| 7    | Peter Kildemand      | Orzeł Łódź             | 8      | (3,2,0,1,2) |  |
| 8    | Andreas Jonsson      | Falubaz Zielona Góra   | 8      | (1,3,2,0,2) |  |
| 9    | Andžejs Ļebedevs     | SK Lokomotīve Dyneburg | 7      | (0,3,1,t,3) |  |
| 10   | Grzegorz Zengota     | Unia Leszno            | 7      | (0,0,3,3,1) |  |
| 11   | Bjarne Pedersen      | Start Gniezno          | 6      | (3,0,2,1,0) |  |
| 12   | Przemysław Pawlicki  | Unia Leszno            | 6      | (2,1,1,1,1) |  |
| 13   | Oskar Fajfer         | Start Gniezno          | 5      | (1,0,0,2,2) |  |
| 14   | Rune Holta           | Włókniarz Częstochowa  | 5      | (0,2,0,2,1) |  |
| 15   | Kacper Gomólski      | Unia Tarnów            | 5      | (1,1,2,0,1) |  |
| 16   | Krzysztof Buczkowski | Polonia Bydgoszcz      | 1      | (0,1,0,0,0) |  |
| 17   | rez. Adrian Gała     | Start Gniezno          | 0      | (d)         |  |

Bieg po biegu:
1. Ułamek, Lindbäck, Gomólski, Buczkowski
2. Kildemand, N. Pedersen, Fajfer, Ļebedevs
3. Miedziński, Okoniewski, Bogdanovs, Zengota
4. B. Pedersen, Pawlicki, Jonsson, Holta
5. Ļebedevs, Okoniewski, Gomólski, B. Pedersen
6. Miedziński, Holta, Buczkowski, Fajfer
7. Jonsson, Kildemand, Bogdanovs, Lindbäck
8. Ułamek, N. Pedersen, Pawlicki, Zengota
9. Bogdanovs, Gomólski, Pawlicki, Fajfer
10. Zengota, Jonsson, Ļebedevs, Buczkowski
11. N. Pedersen, Lindbäck, Okoniewski, Holta
12. Ułamek, B. Pedersen, Miedziński, Kildemand
13. Zengota, Holta, Kildemand, Gomólski
14. N. Pedersen, Bogdanovs, B. Pedersen, Buczkowski
15. Miedziński, Lindbäck, Pawlicki, Gała (d/4) (Ļebedevs – t)
16. Ułamek, Fajfer, Okoniewski, Jonsson
17. N. Pedersen, Jonsson, Gomólski, Miedziński (d/4)
18. Okoniewski, Kildemand, Pawlicki, Buczkowski
19. Lindbäck, Fajfer, Zengota, B. Pedersen
20. Ļebedevs, Bogdanovs, Holta, Ułamek (d/4)
21. Półfinał: Okoniewski, Lindbäck, Miedziński, Bogdanovs
22. Finał: N. Pedersen, Ułamek, Okoniewski, Lindbäck